# Terremoto de Badajshán de 2023
El terremoto de Badajshán de 2023 fue un terremoto de magnitud 6,5 que sacudió la provincia de Badajshán, Afganistán, el 21 de marzo de 2023 a las 21:17 hora local con una profundidad intermedia de aproximadamente 187 kilómetros. El epicentro del terremoto se ubicó a 40 km al sursureste de Jurm.

## Entorno tectónico
Los Himalayas, parcialmente formados por la colisión de placas tectónicas, son propensos a devastadores terremotos. Afganistán está situado cerca de la extensión sur de la Placa Euroasiática. La mayoría de estos terremotos están asociados con fallas inversas, de empuje o de rumbo. Grandes terremotos con magnitudes de hasta 7,5 han ocurrido en la región con un intervalo de recurrencia promedio de 15 años. Estos sismos corresponden a fallas inversas a una profundidad de 170 a 280 km. Estos terremotos, en lugar de ocurrir en un límite de placa, se originan dentro de la Placa India a medida que se sumerge debajo del Hindu Kush. A medida que la losa tectónica de la placa india desciende en un ángulo casi vertical hacia el manto, se estira y comienza a «desgarrarse», lo que finalmente conduce a un desprendimiento de la losa. Esta acción da como resultado la acomodación de tensiones a lo largo de las fallas que producen terremotos cuando se rompen. También se observan terremotos de foco superficial más pequeños en la región, particularmente asociados con zonas de dirección norte-sur de deslizamiento de rumbo lateral derecho, como la falla de Chaman, con un grado creciente de acortamiento hacia el norte, acomodando juntos la convergencia altamente oblicua entre la Placa de India y la Placa Euroasiática.

## Terremoto
El Servicio Geológico de Estados Unidos reportó una magnitud de 6,5, mientras que el Departamento Meteorológico de Pakistán dijo que el terremoto tuvo una magnitud de 6,8. Inicialmente, el terremoto se informó incorrectamente como 7,7. Aproximadamente 285 millones de personas en Pakistán, India, Uzbekistán, Tayikistán, Kazajistán, Kirguistán, Afganistán y Turkmenistán sintieron el temblor en un área de 1.000 km de ancho, según el Centro Sismológico Europeo-Mediterráneo.

## Impacto

### Afganistán
Al menos 10 personas murieron, otras 80 resultaron heridas y más de 63 casas resultaron dañadas o destruidas en Afganistán, incluidas dos personas muertas y otras 25 heridas en la provincia de Lagmán. En la provincia de Takhar, 20 edificios se derrumbaron, una persona murió y otras cinco resultaron heridas. En la provincia de Panjshir, tres edificios sufrieron daños graves y tres personas resultaron heridas. En la provincia de Badakhshan, donde se localizó el epicentro del terremoto, una persona resultó herida, 70 edificios fueron destruidos y 50 edificios resultaron dañados. En la provincia de Kabul, una persona murió y una casa quedó destruida.

### Pakistán
Los temblores se sintieron en Islamabad, Rawalpindi, Lahore, Quetta y Peshawar. En el distrito de Swat, Khyber Pakhtunkhwa, un adolescente murió al derrumbarse un muro y una estación de policía resultó dañada. Dos personas también murieron debido al derrumbe de un muro en el distrito, mientras que el derrumbe de otro muro mató a un  niño. También en el distrito de Swat, hubo cortes de energía, daños severos y 250 heridos. En Manshera, una mujer murió de un infarto. En el distrito de Lower Dir, una persona murió en una estampida relacionada con el terremoto, un hombre y una mujer murieron debido al derrumbe de las paredes y 43 personas resultaron heridas por diversas causas. También hubo nueve muertes por derrumbes de techos en todo el país. La autopista Karakoram se cerró debido a bloqueos por deslizamientos de tierra. En Islamabad, una persona murió de un ataque al corazón y un edificio de apartamentos de varios pisos resultó dañado. También hubo una muerte en el distrito de Bajaur. Los edificios resultaron dañados en Rawalpindi, incluidos seis que se consideraron en riesgo de colapso y fueron evacuados. Dos personas resultaron heridas y otras dos quedaron inconscientes en la ciudad, todo por el pánico. Solo en Khyber Pakhtunkhwa hubo 302 heridos y 19 casas se derrumbaron. En Abbottabad, una persona murió por el pánico y el miedo causado por el terremoto. En el distrito de Mardan, el muro de una comisaría se derrumbó y provocó heridos. Cinco personas resultaron heridas en el distrito de Swabi. Decenas de casas se derrumbaron y 40 personas sufrieron heridas en el distrito de Buner.

### India
Los temblores del terremoto se sintieron en partes del norte de la India, particularmente en Jammu y Cachemira, Punjab, Himachal Pradesh, Haryana, Rajasthan, Uttarakhand y la región de la capital nacional. Se produjeron cortes de electricidad y servicios móviles en algunas partes de Jammu y Cachemira. Una mujer resultó herida después de que su casa se derrumbara en Poonch, con informes de grietas en otras casas y el derrumbe de un muro en la ciudad y en la vecina Nowshera. Se reportaron grietas en algunas casas en la capital del estado, Srinagar. En Delhi, se informó que algunos edificios se agrietaron o se inclinaron.

### Tayikistán
En el distrito de Rudaki, una casa resultó dañada, lo que provocó la evacuación de sus ocupantes.